# Calao à joues argent
Bycanistes brevis
Espèce
Synonymes
- Ceratogymna brevis[1]

Statut de conservation UICN

 LC  : Préoccupation mineure
Le Calao à joues argent (Bycanistes brevis) ou Calao à joues argentées, est une  espèce d'oiseau de la famille des Bucerotidae.
Son aire de répartition s'étend verticalement à travers l'Afrique de l'Est.
Ils utilisent généralement des creux d'arbres entre 7 et 25 mètres pour nidification ou parfois des grottes rocheuses dans des cas isolés.
L’implication du mâle dans la fermeture de la cavité est relativement rare par rapport aux autres calaos, qu'il réalise avec des boulettes de terre de 1,5 à 2,5 cm qu'il salive abondamment, ce qui lui sert de liant (non les excréments de la femelle). L'éclosion de la cavité peut prendre des mois avant la reproduction.